# Lògica filosòfica
La lògica filosòfica fa referència a aquelles àrees de la filosofia en què s'han utilitzat mètodes de lògica amb el propòsit de resoldre o avançar en la discussió de problemes filosòfics. Entre ells, Sybil Wolfram en destaca l'estudi de l'argument, el significat i la veritat, mentre que Colin McGinn presenta la identitat, l'existència, la necessitat i la veritat com els temes principals.
La lògica filosòfica també aborda extensions i alternatives a la lògica clàssica coneguda com a «lògica no clàssica». Philosophical Logic de John P. Burgess introdueix cinc tipus de lògica no clàssica, lògica temporal, lògica modal, lògica condicional, lògica pertinent i lògica intuïcionista. Aquests reben més atenció en llibres com el Blackwell Companion to Philosophical Logic i Handbook of Philosophical Logic, editat per Dov M. Gabbay i Franz Guenthner.

## Definició i camps relacionats
El terme "lògica filosòfica" és utilitzat per diferents teòrics de maneres lleugerament diferents. Quan s'entén en un sentit estricte, com s'explica en aquest article, la lògica filosòfica és l'àrea de la filosofia que estudia l'aplicació de mètodes lògics a problemes filosòfics. Això sol passar en forma de desenvolupament de nous sistemes lògics per estendre la lògica clàssica a noves àrees o per modificar-la per incloure certes intuïcions lògiques que no s'aborden correctament per la lògica clàssica. En aquest sentit, la lògica filosòfica estudia diverses formes de lògiques no clàssiques, com la lògica modal i la lògica deòntica. D'aquesta manera, diversos conceptes filosòfics fonamentals, com la possibilitat, la necessitat, l'obligació, el permís i el temps, es tracten d'una manera lògicament precisa expressant formalment els rols inferencials que juguen entre ells. Alguns teòrics entenen la lògica filosòfica en un sentit més ampli com l'estudi de l'abast i la naturalesa de la lògica en general. Des d'aquesta visió, investiga diversos problemes filosòfics plantejats per la lògica, inclosos els conceptes fonamentals de la lògica. En aquest sentit més ampli, es pot entendre com a idèntic a la filosofia de la lògica, on es discuteixen aquests temes. L'article actual tracta només de la concepció estreta de la lògica filosòfica. En aquest sentit, forma una àrea de la filosofia de la lògica.
Per a la lògica filosòfica, és fonamental entendre què és la lògica i quin paper hi tenen les lògiques filosòfiques. La lògica es pot definir com l'estudi de les inferències vàlides. Una inferència és el pas del raonament en què es mou de les premisses fins a una conclusió. Sovint també s'utilitza el terme "argument". Una inferència és vàlida si és impossible que les premisses siguin certes i la conclusió sigui falsa. En aquest sentit, la veritat de les premisses assegura la veritat de la conclusió. Això es pot expressar en termes de regles d'inferència: una inferència és vàlida si la seva estructura, és a dir, la forma en què es formen les seves premisses i la seva conclusió, segueix una regla de inferència. Els diferents sistemes de lògica proporcionen diferents comptes per quan una inferència és vàlida. Això vol dir que utilitzen regles d'inferència diferents. L'enfocament tradicionalment dominant de la validesa s'anomena lògica clàssica. Però la lògica filosòfica s'ocupa de la lògica no clàssica: estudia sistemes alternatius d'inferència. Les motivacions per fer-ho es poden dividir aproximadament en dues categories. Per a alguns, la lògica clàssica és massa estreta: deixa de banda moltes qüestions filosòficament interessants. Això es pot resoldre ampliant la lògica clàssica amb símbols addicionals per donar un tractament lògicament estricte de més àrees. Altres veuen algun defecte amb la pròpia lògica clàssica i intentar donar un compte rival de la inferència. Això sol conduir al desenvolupament de lògiques desviades, cadascuna de les quals modifica els principis fonamentals de la lògica clàssica per tal de rectificar els seus suposats defectes.

## Classificació de lògiques
Els desenvolupaments moderns en l'àrea de la lògica han donat lloc a una gran proliferació de sistemes lògics. Això contrasta amb el domini històric de la lògica aristotèlica, que va ser tractada com l'únic cànon de la lògica durant més de dos mil anys. Els tractats de lògica moderna sovint tracten aquests sistemes diferents com una llista de temes separats sense proporcionar-ne una classificació clara. Tanmateix, una classificació esmentada amb freqüència a la literatura acadèmica es deu a Susan Haack i distingeix entre lògica clàssica, lògiques esteses i lògiques desviades. Aquesta classificació es basa en la idea que la lògica clàssica, és a dir, la lògica proposicional i la lògica de primer ordre, formalitza algunes de les intuïcions lògiques més comunes. En aquest sentit, constitueix una explicació bàsica dels axiomes que regeixen la inferència vàlida. Les lògiques esteses accepten aquesta explicació bàsica i l'estenen a àrees addicionals. Normalment, això passa afegint vocabulari nou, per exemple, per expressar la necessitat, l'obligació o el temps. A continuació, aquests nous símbols s'integren en el mecanisme lògic especificant quines noves regles d'inferència s'hi apliquen, com aquesta possibilitat es deriva de la necessitat. Les lògiques desviades, en canvi, rebutgen alguns dels supòsits bàsics de la lògica clàssica. En aquest sentit, no són meres extensions, sinó que sovint es formulen com a sistemes rivals que ofereixen una explicació diferent de les lleis de la lògica.
Expressada en un llenguatge més tècnic, la distinció entre lògiques esteses i desviades de vegades es dibuixa d'una manera lleugerament diferent. Des d'aquest punt de vista, una lògica és una extensió de la lògica clàssica si es compleixen dues condicions: (1) totes les fórmules ben formades de la lògica clàssica també són fórmules ben formades en ella i (2) totes les inferències vàlides en la lògica clàssica també hi són inferències vàlides. Per a una lògica desviada, a d'altra banda, (a) la seva classe de fórmules ben formades coincideix amb la de la lògica clàssica, mentre que (b) algunes inferències vàlides de la lògica clàssica no són inferències vàlides en ella. El terme lògica quasi desviada s'utilitza si (i) introdueix vocabulari nou, però totes les fórmules ben formades de la lògica clàssica també són fórmules ben formades en ell i (ii) fins i tot quan es restringeix a inferències utilitzant només el vocabulari de la lògica clàssica, algunes inferències vàlides de la lògica clàssica no són inferències vàlides en ella. El El terme "lògica desviada" s'utilitza sovint en un sentit que també inclou lògiques quasi desviades.
Un problema filosòfic plantejat per aquesta pluralitat de lògiques es refereix a la qüestió de si hi pot haver més d'una lògica veritable. Alguns teòrics afavoreixen un enfocament local en què diferents s'apliquen tipus de lògica a diferents àrees. Els primers intuïcionistes, per exemple, veien la lògica intuicionista com la lògica correcta per a les matemàtiques, però permetien la lògica clàssica en altres camps. Però altres, com Michael Dummett, prefereixen un enfocament global sostenint que la lògica intuïcionista hauria de substituir la lògica clàssica en totes les àrees. El monisme és la tesi que només hi ha un veritable lògica. Això es pot entendre de diferents maneres, per exemple, que només un de tots els sistemes lògics suggerits és correcte o que encara no s'ha trobat el sistema lògic correcte com a sistema subjacent i unificant totes les diferents lògiques. Els pluralistes, d'altra banda, consideren que una varietat de sistemes lògics diferents poden ser correctes alhora.
Un problema estretament relacionat es refereix a la qüestió de si tots aquests sistemes formals constitueixen realment sistemes "lògics". Això és especialment rellevant per a les lògiques desviades que es desvien. molt lluny de les intuïcions lògiques comunes associades a la lògica clàssica. En aquest sentit, s'ha argumentat, per exemple, que la lògica difusa és una lògica només de nom, però s'hauria de considerar un sistema formal no lògic ja que la idea de graus de veritat és massa llunyana. eliminat de les intuïcions lògiques més fonamentals. Per tant, no tothom està d'acord que tots els sistemes formals tractats en aquest article constitueixen realment lògics, quan s'entenen en un sentit estricte.

## Lògica clàssica
La lògica clàssica és la forma dominant de lògica utilitzada en la majoria dels camps. El terme es refereix principalment a lògica proposicional i lògica de primer ordre. La lògica clàssica no és un tema independent dins de la lògica filosòfica. Però encara cal una bona familiaritat amb ella, ja que molts dels sistemes lògics que afecten directament la lògica filosòfica es poden entendre com a extensions de la lògica clàssica, que accepten els seus principis fonamentals i es construeixen a sobre, o com a modificacions d'aquesta, rebutjant-la. alguns dels seus supòsits bàsics. La lògica clàssica es va crear inicialment per analitzar arguments matemàtics i es va aplicar a diversos altres camps només després. Per aquest motiu, descuida molts temes d'importància filosòfica no rellevants per a les matemàtiques, com la diferència entre necessitat i possibilitat, entre obligació i permís, o entre passat, present i futur. Aquests i temes similars reben un tractament lògic en les diferents lògiques filosòfiques que estenen la lògica clàssica. La lògica clàssica per si mateixa només s'ocupa d'uns quants conceptes bàsics i del paper que tenen aquests conceptes a l'hora de fer inferències vàlides. Els conceptes relacionats amb la lògica proposicional inclouen connectius proposicionals, com "i", "o" i "si-aleshores". Característica de l'enfocament clàssic d'aquests connectius és que segueixen determinades lleis, com la llei del mig exclòs, la eliminació de la doble negació, el principi d'explosió i la bivalència de la veritat. Això diferencia la lògica clàssica de diverses lògiques desviades, que neguen un o diversos d'aquests principis.
A la lògica de primer ordre, les proposiciós mateixes estan formades per parts subproposicionals, com predicats, terme singulars i quantificadors. Termes singulars fan referència als objectes i els predicats expressen propietats dels objectes i les relacions entre ells. Els quantificadors constitueixen un tractament formal de nocions com "per a alguns" i "per a tots". Es poden utilitzar per expressar si els predicats tenen una extensió o si la seva extensió inclou tot el domini./> La quantificació només es permet sobre termes individuals però no sobre predicats, a diferència de les lògiques d'ordre superior.

## Lògica estesa

###### Modal alètic
La lògica modal alètica ha estat molt influent en lògica i filosofia. Proporciona un formalisme lògic per expressar el que és possiblement o necessàriament cert. Constitueix una extensió de la lògica de primer ordre, que per si mateixa només és capaç d'expressar allò que és vertader simpliciter. Aquesta extensió es produeix introduint dos símbols nous: "{\displaystyle \Diamond }" per a la possibilitat i "{\displaystyle \Box }" per a la necessitat. Aquests símbols s'utilitzen per modificar proposicions. Per exemple, si "{\displaystyle W(s)}" representa la proposició "Sòcrates és savi". Per tal d'integrar aquests símbols en el formalisme lògic, s'afegeixen diversos axiomes als axiomes existents de la lògica de primer. Regeixen el comportament lògic d'aquests símbols determinant com la validesa d'una inferència depèn del fet que aquests símbols es troben en ella. Normalment inclouen la idea que si una proposició és necessària llavors la seva negació és impossible, és a dir, que "{\displaystyle \Box A}" és equivalent a "{\displaystyle \lnot \Diamond \lnot A}" Un altre principi d'aquest tipus és que si alguna cosa és necessària, també ha de ser possible. Això vol dir que "{\displaystyle \Diamond A}" segueix de "{\displaystyle \Box A}". Hi ha desacord sobre quins axiomes governen exactament la lògica modal. Les diferents formes de lògica modal es presenten sovint com una jerarquia imbricada de sistemes en què els sistemes més fonamentals, com el sistema K, inclouen només els axiomes més fonamentals, mentre que altres sistemes, com el popular sistema S5, construïu-hi a sobre incloent axiomes addicionals. En aquest sentit , el sistema K és una extensió de la lògica de primer ordre mentre que el sistema S5 és una extensió del sistema K. Les discussions importants dins de la lògica filosòfica es refereixen a la qüestió de quin sistema de lògica modal és correcte. Normalment és avantatjós tenir el sistema més fort possible per poder extreure moltes inferències diferents. Però això comporta el problema que algunes d'aquestes inferències addicionals poden contradir les intuïcions modals bàsiques en casos concrets. Això sol motivar l'elecció d'un sistema més bàsic d'axiomes.
La semàntica dels mons possibles és una semàntica formal molt influent en la lògica modal que porta amb si el sistema S5. Una semàntica formal de una llengua caracteritza les condicions en què les frases d'aquesta llengua són vertaderes o falses. La semàntica formal té un paper central en la concepció teòrica del model de la validesa. Són capaç de proporcionar criteris clars sobre quan una inferència és vàlida o no: una inferència és vàlida si i només si preserva la veritat, és a dir, si sempre que les seves premisses són certes, la seva conclusió també ho és. Si són vertaderes o falses és especificat per la semàntica formal. La semàntica dels mons possibles especifica les condicions de veritat de les frases expressades en lògica modal en termes de mons possibles. Un món possible és una manera completa i coherent de com podrien haver estat les coses. En aquesta visió, una frase modificada per l'operador {\displaystyle \Diamond } és certa si és certa en almenys un món possible, mentre que una frase modificada per l'operador {\displaystyle \Box } és certa si és certa en tots els mons possibles. Per tant, la frase "{\displaystyle \Diamond W(s)}" (és possible que Sòcrates sigui savi) és cert ja que hi ha almenys un món on Sòcrates és savi. Però "{\displaystyle \Box W(s)}" (cal que Sòcrates sigui savi) és fals ja que Sòcrates no és savi en tots els mons possibles. La semàntica del món possible ha estat criticada com una semàntica formal de la lògica modal, ja que sembla circular. La raó d'això és que els mons possibles es defineixen en termes modals, és a dir, com podrien haver estat les coses. D'aquesta manera, ell mateix utilitza expressions modals per determinar la veritat de les frases que contenen expressions modals.

###### Deòntic
La lògica deòntica amplia la lògica clàssica al camp de l'ètica. Els conceptes d'obligació i permís, és a dir, quines accions ha de fer o se li permet fer l'agent. La lògica deòntica normalment expressa aquestes idees amb els operadors {\displaystyle O} i {\displaystyle P}. Per tant, si "{\displaystyle J(r)}" representa la proposició "Ramírez va a córrer", aleshores " {\displaystyle OJ(r)}" significa que Ramírez té l'obligació d'anar a córrer i "{\displaystyle PJ(r)}" significa que Ramírez té el permís per sortir a córrer.
La lògica deòntica està estretament relacionada amb la lògica modal alètica, ja que els axiomes que regeixen el comportament lògic dels seus operadors són idèntics. Això vol dir que l'obligació i el permís es comporten pel que fa a la inferència vàlida com ho fan la necessitat i la possibilitat. Per aquest motiu, de vegades fins i tot els mateixos símbols s'utilitzen com a operadors. Només com en la lògica modal alètica, hi ha una discussió en la lògica filosòfica sobre quin és el sistema correcte d'axiomes per expressar les intuïcions comunes que regeixen les inferències deòntiques. Però els arguments i els contraexemples aquí són lleugerament diferents ja que els significats d'aquests operadors són diferents. Per exemple, una intuïció habitual en ètica és que si l'agent té l'obligació de fer alguna cosa, automàticament també té el permís per fer-ho. Això es pot expressar formalment mitjançant l'esquema axiomàtic "{\displaystyle OA\to PA}". Una altra qüestió d'interès per a la lògica filosòfica és la relació entre la lògica modal alètica i la lògica deòntica. Un principi que es discuteix sovint en aquest sentit és que hauria implica poder. Això vol dir que l'agent només pot tenir l'obligació de fer alguna cosa si és possible que ho faci. Expressat formalment: "{\displaystyle OA\to \Diamond A}".

###### Temporal
La lògica temporal, o lògica del temps, utilitza mecanismes lògics per expressar relacions temporals. En la seva forma més senzilla, conté un operador per expressar que alguna cosa va passar a la vegada temps i un altre per expressar que alguna cosa està passant tot el temps. Aquests dos operadors es comporten de la mateixa manera que els operadors de possibilitat i necessitat en la lògica modal alètica. Com que la diferència entre el passat i el futur és d'una importància central per als afers humans, aquests operadors sovint es modifiquen per tenir en compte aquesta diferència. La lògica tensa d'Arthur Prior, per exemple, realitza aquesta idea utilitzant quatre d'aquests operadors: {\displaystyle P} (era el cas que...), {\displaystyle F} (serà el cas que...), {\displaystyle H} (sempre ha estat el cas que...) i {\displaystyle G} (sempre serà el cas que. ..). Així que per expressar que sempre plourà Londres es podria utilitzar "{\displaystyle G(Rainy(london))}". S'utilitzen diversos axiomes per governar quines inferències són vàlides en funció dels operadors que hi apareixen. Segons ells, per exemple, es pot deduir "{\displaystyle F(Rainy(london))}" (en algun moment plourà a Londres) de "{\displaystyle G(Rainy(london))}". En formes més complicades de lògica temporal, també es defineixen operadors binaris que enllacen dues proposicions, per exemple, per expressar que alguna cosa passa fins que passa una altra cosa.
La lògica modal temporal es pot traduir a la lògica clàssica de primer ordre tractant el temps en forma d'un terme singular i augmentant l'aritat dels predicats en un. Per exemple, l'oració lògica del temps. "{\displaystyle dark\land P(light)\land F(light)}" (és fosc, era clar i tornarà a ser clar) es pot traduir primer en pur -Ordre la lògica com a "{\displaystyle dark(t_{1})\land \exists t_{0}(t_{0}<t_{1}\land light(t_{0}))\land \exists t_{2}(t_{1}<t_{2}\land light(t_{2}))}". Tot i que sovint es veuen enfocaments similars a física, els lògics solen preferir un tractament autònom del temps en termes d'operadors. Això també s'acosta més als llenguatges naturals, que utilitzen majoritàriament la gramàtica, per exemple, mitjançant conjugació verbs, per expressar el passat o el futur dels esdeveniments.

###### Epistèmica
La lògica epistèmica és una forma de lògica modal aplicada al camp de l'epistemologia. Té com a objectiu captura la lògica del coneixement i la creença. Els operadors modals que expressen coneixements i creences solen expressar-se mitjançant els símbols "{\displaystyle K}" i "{\displaystyle B}". Així, si "{\displaystyle W(s)}" representa la proposició "Sòcrates és savi", aleshores "{\displaystyle KW(s)}" expressa la proposició "l'agent sap que Sòcrates és savi" i "{\displaystyle BW(s)}" expressa la proposició "l'agent creu que Sòcrates és savi". Els axiomes que regeixen aquests operadors es formulen per expressar diversos principis epistèmics. Per exemple, l'esquema d'axiomes "{\displaystyle KA\to A}" expressa que sempre que se sap alguna cosa, aleshores és veritat. Això reflecteix la idea que només es pot saber el que és veritat, en cas contrari no és coneixement sinó un altre estat mental. Una altra intuïció epistèmica sobre el coneixement es refereix al fet que quan l'agent sap alguna cosa, també sap que ho sap. Això es pot expressar mitjançant l'esquema axiomàtic "{\displaystyle KA\to KKA}". Un principi addicional que vincula coneixement i creença afirma que el coneixement implica creença, és a dir, "{\displaystyle KA\to BA}". La lògica epistèmica dinàmica és una forma diferent de lògica epistèmica que se centra en situacions en què es produeixen canvis en la creença i el coneixement.

###### Ordre superior
Lògiques d'ordre superior amplia la lògica de primer ordre incloent noves formes de quantificació. En la lògica de primer ordre, la quantificació es limita a termes singulars. Es pot utilitzar per parlar de si un predicat té una extensió o si la seva extensió inclou tot el domini. D'aquesta manera, proposicions com "{\displaystyle \exists x(Apple(x)\land Sweet(x))}" (hi ha algunes pomes que són dolces) poden ser expressat. En les lògiques d'ordre superior, la quantificació es permet no només sobre termes individuals sinó també sobre predicats. D'aquesta manera, és possible expressar, per exemple, si determinats individus comparteixen alguns o tots els seus predicats, com a "{\displaystyle \exists Q(Q(mary)\land Q(john))}" (hi ha algunes qualitats que comparteixen Mary i John). A causa d'aquests canvis, les lògiques d'ordre superior tenen més poder expressiu que la lògica de primer ordre. Això pot ser útil per a les matemàtiques de diverses maneres, ja que diferents teories matemàtiques tenen una expressió molt més senzilla en la lògica d'ordre superior que en la lògica de primer ordre. Per exemple, Aritmètica de Peano i Teoria de conjunts de Zermelo-Fraenkel necessita un nombre infinit d'axiomes per expressar-se en la lògica de primer ordre. Però es poden expressar en lògica de segon ordre amb només uns quants axiomes.
Però això malgrat l'avantatge, la lògica de primer ordre encara s'utilitza molt més que la lògica d'ordre superior. Una de les raons d'això és que la lògica d'ordre superior és incompleta. Això vol dir que, per a les teories formulades en lògica d'ordre superior, no és possible demostrar cada frase vertadera pertanyent a la teoria en qüestió. Un altre desavantatge està connectat amb els compromisos ontològics addicionals de les lògiques d'ordre superior. Sovint es considera que l'ús del quantificador existencial comporta un compromís ontològic amb les entitats sobre les quals abasta aquest quantificador. En la lògica de primer ordre, només es refereix als individus, cosa que normalment es veu com un compromís ontològic no problemàtic. En la lògica d'ordre superior, la quantificació també es refereix a les propietats i les relacions. la lògica porta amb ella una forma de platonisme, és a dir, la visió que les propietats i relacions universal existeixen a més dels individus.

## Lògiques desviades

###### Intuicionista
La lògica intuicionista és una versió més restringida de la lògica clàssica. És més restringida en el sentit que certes regles d'inferència utilitzades a la lògica clàssica no constitueixen inferències vàlides en ella. Això es refereix específicament a la llei del mig exclòs i la eliminació de la doble negació. La llei del mitjà exclòs estableix que per a cada oració, tant ella com la seva negació són certes. Expressat formalment: {\displaystyle A\lor \lnot A}. La llei de l'eliminació de la doble negació estableix que si una oració no és certa, llavors és certa, és a dir, "{\displaystyle \lnot \lnot A\to A}". A causa d'aquestes restriccions, moltes proves són més complicades i algunes proves acceptades d'una altra manera esdevenen impossibles.
Aquestes modificacions de la lògica clàssica estan motivades per la idea que la veritat depèn de la verificació mitjançant una prova. Això s'ha interpretat en el sentit que "true" significa "verificable". Originalment només s'aplicava a l'àrea de les matemàtiques, però des de llavors s'ha aplicat. s'ha utilitzat també en altres àrees. En aquesta interpretació, la llei del mitjà exclòs implicaria el supòsit que cada problema matemàtic té una solució en forma de demostració. En aquest sentit, el rebuig intuicionista de la llei del mitjà exclòs ve motivat pel rebuig d'aquesta suposició. Aquesta posició també es pot expressar afirmant que hi ha no hi ha veritats inexpertes o transcendents de la verificació. En aquest sentit, la lògica intuicionista està motivada per una forma d'idealisme metafísic. Aplicat a les matemàtiques, afirma que els objectes matemàtics existeixen només en la mesura que es construeixen a la ment.

###### Lliure
Lògica lliure rebutja alguns dels pressupòsits existencials que es troben a la lògica clàssica. En lògica clàssica, cada terme singular ha de designar un objecte en el domini de la quantificació. Normalment s'entén com un compromís ontològic amb l'existència de l'entitat anomenada. Però en el discurs quotidià s'utilitzen molts noms que no fan referència a entitats existents, com "Santa Claus" o "Pegàs". Això amenaça d'excloure aquestes àrees del discurs d'un tractament lògic estricte. La lògica lliure evita aquests problemes en permetre fórmules amb termes singulars que no denoten. Això s'aplica a noms propis així com a descripcions definides i expressions funcionals. Els quantificadors, d'altra banda, es tracten de la manera habitual com a abast del domini. Això permet que expressions com "{\displaystyle \lnot \exists x(x=santa)}" (Santa Claus no existeix) siguin certes tot i que són auto-contradictòries en la lògica clàssica. També comporta la conseqüència que certes formes vàlides d'inferència que es troben a la lògica clàssica no són vàlides a la lògica lliure. Per exemple, es pot inferir de "{\displaystyle Beard(santa)}" (El Pare Noel té barba) que "{\displaystyle \exists x(Beard(x))}" (alguna cosa té barba) en lògica clàssica, però no en lògica lliure. En lògica lliure, sovint s'utilitza un predicat d'existència per indicar si un terme singular denota un objecte del domini o no. Però l'ús dels predicats d'existència és controvertit. Sovint s'oposen, basant-se en la idea que l'existència és necessària si algun predicat s'ha d'aplicar a l'objecte. En aquest sentit, l'existència no pot ser en si mateixa un predicat.
Karel Lambert, que va encunyar el terme "lògica lliure", ha suggerit que la lògica lliure es pot entendre com una generalització de la lògica clàssica de predicats de la mateixa manera que la lògica de predicats és una generalització de la lògica aristotèlica. Des d'aquesta visió, la lògica clàssica de predicats introdueix predicats amb una extensió buida mentre que la lògica lliure introdueix termes singulars de coses no existents.
Un problema important per a la lògica lliure consisteix en com determinar el valor de veritat d'expressions que contenen termes singulars buits, és a dir, formular una semàntica formal per a la lògica lliure. La semàntica formal de la lògica clàssica pot definir la veritat de les seves expressions en termes de la seva denotació. Però aquesta opció no es pot aplicar a totes les expressions de la lògica lliure, ja que no totes tenen una denotació. semàntica positiva i semàntica neutral. Semàntica negativa sosté que totes les fórmules atòmiques que contenen termes buits són falses. En aquesta vista, l'expressió "{\displaystyle Beard(santa)}" és falsa. Semàntica positiva permet que almenys algunes expressions amb termes buits siguin certes. Això sol incloure declaracions d'identitat, com ara "{\displaystyle santa=santa}". Algunes versions introdueixen un segon domini extern per als objectes inexistents, que després s'utilitza per determinar els valors de veritat corresponents. Semàntica neutral, d'altra banda, considereu que les fórmules atòmiques que contenen termes buits no són ni certes ni falses.< Sovint s'entén com una lògica de tres valors , és a dir, que s'introdueix un tercer valor de veritat a més de veritable i fals per a aquests casos.

###### Lògica polivalent
Lògica polivalent són lògiques que permeten més de dos valors de veritat. Rebutgen un dels supòsits bàsics de la lògica clàssica: el principi de la bivalència de la veritat. Les versions més senzilles de lògiques de molts valors són lògiques de tres valors: contenen un tercer valor de veritat. En la lògica de tres valors de Stephen Cole Kleene, per exemple, aquest tercer valor de veritat és "indefinit". Segons la lògica de quatre valors de Nuel Belnap, hi ha quatre possibles valors de veritat: "vertader", "fals", "ni cert ni fals" i "tant cert com fals". Això es pot interpretar, per exemple, com una indicació de la informació que es té sobre si un estat obté: informació que sí obté, informació que no obté, cap informació i informació conflictiva. Un. de les formes més extremes de la lògica de molts valors és la lògica difusa. Permet que la veritat sorgeixi en qualsevol grau entre 0 i 1. 0 correspon a completament fals, 1 correspon a completament cert i els valors intermedis corresponen a veritat en cert grau, per exemple, una mica cert o molt cert. Sovint s'utilitza per tractar expressions vagues en llenguatge natural. Per exemple, dir que "Petr és jove" s'adapta millor (és a dir, és "més cert") si "Petr" es refereix a un nen de tres anys que si es refereix a un jove de 23 anys. Les lògiques de molts valors amb un nombre finit de valors de veritat poden definir els seus connectius lògics mitjançant taules de veritat, igual que la lògica clàssica. La diferència és que aquestes taules de veritat són més complexes, ja que s'han de considerar més entrades i sortides possibles. En la lògica de tres valors de Kleene, per exemple, la les entrades "true" i "undefined" per a l'operador de conjunció "{\displaystyle \land }" donen com a resultat la sortida "undefined". Les entrades "fals" i "indefinit", en canvi, donen com a resultat "fals".

#### Paraconsistent
Lògica paraconsistent són sistemes lògics que poden tractar contradiccions sense conduir a l'absurd total. Ho aconsegueixen evitant el principi d'explosió trobat en la lògica clàssica. Segons el principi d'explosió, qualsevol cosa es deriva d'una contradicció. Aquest és el cas a causa de dues regles d'inferència, que són vàlides en la lògica clàssica: introducció a la disjunció i sil·logisme disjuntiu. Segons la introducció de la disjunció, qualsevol proposició es pot introduir en forma de disjunció quan es combina amb una proposició veritable. Així, com que és cert que "el sol és més gran que la lluna", es pot inferir que "el sol és més gran que la lluna o Espanya". està controlat per conills espacials". Segons el sil·logisme disjuntiu, es pot inferir que una d'aquestes disjuncions és vertadera si l'altra és falsa. Per tant, si el sistema lògic també conté la negació d'aquesta proposició, és a dir, que "el sol és no més gran que la lluna", llavors és possible inferir qualsevol proposició d'aquest sistema, com la proposició que "Espanya està controlada per conills espacials". Les lògiques paraconsistents ho eviten utilitzant diferents regles d'inferència que fan que les inferències d'acord amb el principi d'explosió no siguin vàlides.
Una motivació important per utilitzar lògiques paraconsistents és el dialeteisme, és a dir, la creença que les contradiccions no només s'introdueixen a les teories a causa dels errors, sinó que la realitat mateixa és contradictòria i les contradiccions dins de les teories són necessàries per reflectir amb precisió la realitat. Sense lògiques paraconsistents, el dialeteisme seria desesperançador, ja que tot seria cert i fals. Les lògiques paraconsistents permeten mantenir contradiccions locals, sense explotar tot el sistema. Però fins i tot amb aquest ajust, el dialeteisme encara és molt disputat. Una altra motivació per a la lògica paraconsistent és proporcionar una lògica per a discussions i creences grupals on el grup en conjunt pot tenir creences inconsistents si els seus diferents membres estan en desacord.

## Rellevància
La lògica de rellevància és un tipus de lògica paraconsistent. Com a tal, també evita el principi d'explosió tot i que aquesta no sol ser la principal motivació de la lògica de la rellevància. En canvi, normalment es formula amb l'objectiu d'evitar certes aplicacions poc intuïtives del condicional material que es troba a la lògica clàssica. La lògica clàssica defineix el condicional material en termes purament funcionals, és a dir, "{\displaystyle p\to q}" és fals si "{\displaystyle p}" és cert i "{\displaystyle q}" és fals , però d'altra manera és cert en tots els casos. Segons aquesta definició formal, no importa si "{\displaystyle p}" i "{\displaystyle q}" són rellevants entre si en de qualsevol manera. Per exemple, el material condicional "si totes les llimones són vermelles, hi ha una tempesta de sorra dins del Sydney Opera House" és cert tot i que les dues proposicions no són rellevants entre si.
El fet que aquest ús de condicionals materials sigui molt poc intuïtiu també es reflecteix en la lògica informal, que classifica aquestes inferències com a fal·làcies de rellevància. La lògica de la rellevància intenta evitar aquests casos exigint que, per a un condicional material veritable, el seu antecedent hagi de ser rellevant per al conseqüent. Una dificultat a la qual s'enfronta aquest tema és que la rellevància acostuma a pertànyer al contingut de les proposicions mentre que la lògica només tracta aspectes formals. Aquest problema es soluciona parcialment amb l'anomenat principi de compartició de variables. Afirma que antecedent i conseqüent han de compartir una variable proposicional. Aquest seria el cas, per exemple, en "{\displaystyle (p\land q)\to q}" però no a "{\displaystyle (p\land q)\to r}". Una preocupació estretament relacionada amb la lògica de la rellevància és que les inferències han de seguir el mateix requisit de rellevància, és a dir, que és un requisit necessari de les inferències vàlides que les seves premisses siguin rellevants per a la seva conclusió.